# Louisa Siefert
Pour les articles homonymes, voir Siefert.
Louisa Siefert, née à Lyon le 1er avril 1845 et morte à Pau le 21 octobre 1877, est une poétesse française.

## Biographie

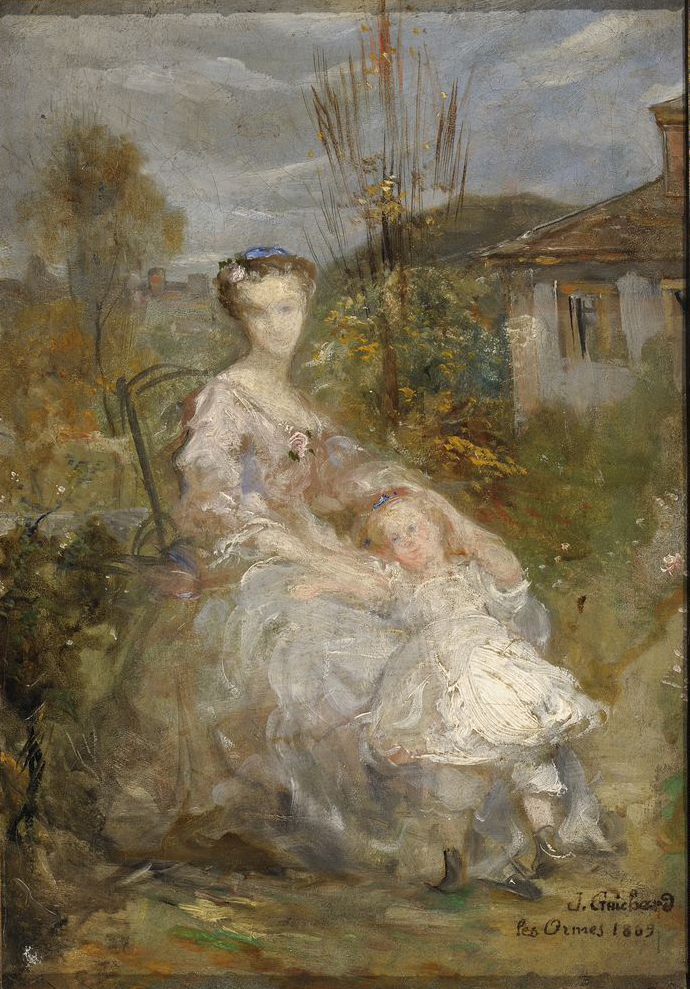
Joseph Guichard, Louisa Siefert aux Ormes (1869), musée des beaux-arts de Lyon.

Issue d'une famille protestante établie à Lyon où elle est née en 1845, elle reçoit une bonne éducation religieuse. Son père Henri était un homme d’affaires venu jeune à Lyon et originaire de la Hesse tandis que sa mère était fille et petite-fille de soyeux lyonnais, de lointaine origine alémanique (canton de Thurgovie en Suisse) et alliés en France à une famille descendante de protestants cévenols. Accablée dès l’adolescence par une maladie qui devait l’emporter précocement, elle a laissé une poésie empreinte de douleur mais soutenue d’un vif spiritualisme protestant.
Son premier recueil de poèmes, Rayons perdus, paru en 1868, connaît un succès,. En 1870, Rimbaud s'en procure la quatrième édition et en parle ainsi dans une lettre à Georges Izambard : « […] j'ai là une pièce très émue et fort belle, Marguerite […]. C'est aussi beau que les plaintes d'Antigone dans Sophocle. »
En 1863, elle fait la connaissance de Charles Asselineau, ami de Baudelaire, et entre grâce à lui en relation avec des écrivains tels que Victor Hugo, Edgar Quinet, Émile Deschamps, Théodore de Banville, Leconte de Lisle, Sainte-Beuve, Michelet et avec le peintre Paul Chenavard. Asselineau adresse son premier recueil à Victor Hugo, qui lui envoie en retour une photographie dédicacée ainsi : « À Mademoiselle Louisa Siefert après avoir lu ses charmants vers ». Elle dédiera au grand poète son Année républicaine. Asselineau meurt en 1874, léguant toutes ses archives à Louisa Siefert, qui ne lui survivra que quelques années.
Elle meurt le 21 octobre 1877 à Pau où elle soignait une tuberculose osseuse (coxalgie) qui avait fini par atteindre ses poumons. Elle est inhumée dans le carré B153 du cimetière communal de Saint-Cyr-au-Mont-d'Or, village où elle habitait, au hameau des Ormes.
Louisa Siefert est l'arrière-grand-tante du chanteur Renaud.

## Hommages
À Saint-Cyr-au-Mont-d'Or, la rue Louisa Siefert borde la propriété où elle habitait. En 2019, le conseil municipal a décidé d'appeler Espace culturel Louisa Siefert le lieu inauguré en 2021,. 
Louisa Siefert est représentée sur la fresque Aux gloires du Lyonnais et du Beaujolais du conseil départemental du Rhône. 

## Œuvres
- Rayons perdus, Paris, Lemerre, 1868, lire en ligne sur Gallica
- L’Année républicaine, Paris, Lemerre, 1869    (Wikisource)
- Rayons perdus, Paris, Lemerre, 1869    (Wikisource), préface de Charles Asselineau
- Les Stoïques, Paris, Lemerre, 1870    (Wikisource)
- Les Saintes Colères, Paris, Lemerre, 1871    (Wikisource)
- Comédies romanesques, Paris, Lemerre, 1872, disponible sur Internet Archive
- Méline, Paris, Lemerre, 1876, lire en ligne sur Gallica
- Souvenirs rassemblés par sa mère et poésies inédites, Paris, Fischbacher, 1881, lire en ligne sur Gallica

### Iconographie
- Lyon, musée des beaux-arts :
  - Joseph Guichard, Louisa Siefert aux Ormes, 1869, huile sur toile ;
  - Joseph Guichard, Portrait des enfants Siefert, 1870, huile sur toile ;
  - Étienne Pagny, Louisa Siefert, buste en terre cuite.